# باولو ادريانو
باولو ادريانو (بالبرتغالية: Paulo Adriano‏) (3 مارس 1977 في البرتغال - ) هو لاعب كرة قدم برتغالي في مركز الوسط. لعب مع سبارتاك فلاديكافكاز وفيتوريا دي غيماريش ونادي أكاديميكا كويمبرا ونادي أيك لارنكا ونادي براشوف وAnadia F.C. ‏ وأوليفيرا دو بايرو ‏.

## وصلات خارجية
- باولو ادريانو على موقع قاعدة بيانات كرة القدم.إي يو (الإنجليزية)
- باولو ادريانو على موقع Soccerway.com (الإنجليزية)